# Afrotyphlops cuneirostris
Afrotyphlops cuneirostris är en ormart som beskrevs av Peters 1879. Afrotyphlops cuneirostris ingår i släktet Afrotyphlops och familjen maskormar. Utöver nominatformen finns också underarten T. c. calabresii.
Denna orm förekommer i sydöstra Somalia. Arten lever i låglandet och i kulliga områden upp till 200 meter över havet. Den vistas i torra savanner och buskskogar. Typiska buskar tillhör släktena Acacia och Commiphora. Individerna är nattaktiva. Honor lägger ägg.
Det är inget känt om populationens storlek och möjliga hot. IUCN listar arten med kunskapsbrist.